# Kaho Kōda
Kaho Kōda (幸田 夏穂, Kōda Kaho) est une seiyū japonaise née le 8 juillet 1967 à Tokyo au Japon. Elle est représentée par 81 Produce.

## Rôles notables
- Nataku dans Saiyuki
- Kanoe dans X/1999 the series
- Kinu dans Shinobido: Way of the Ninja
- Cher Degré dans Wolf's Rain
- Miho Karasuma dans Witch Hunter Robin
- Ultima dans l'édition radio de Final Fantasy Tactics Advance
- Nephelia dans Galaxy Angel : Moonlit Lovers
- Voix informatique et divers citoyennes de Haven City dans Jak II (version japonaise)
- Madame Oreille dans Darker than Black: Ryūsei no Gemini
- Solice Malvin dans Pumpkin Scissors